# Bistum Ipil
Das Bistum Ipil (lat.: Dioecesis Ipilensis) ist eine auf den Philippinen gelegene römisch-katholische Diözese mit Sitz in Ipil.

## Geschichte
Das Bistum Ipil wurde am 24. Dezember 1979 durch Papst Johannes Paul II. mit der Apostolischen Konstitution Rerum usu docti aus Gebietsabtretungen des Erzbistums Zamboanga als Territorialprälatur Ipil errichtet. Die Territorialprälatur Ipil wurde dem Erzbistum Zamboanga als Suffragan unterstellt. Am 1. Mai 2010 wurde die Territorialprälatur Ipil durch Papst Benedikt XVI. mit der Apostolischen Konstitution Quandoquidem Praelatura zum Bistum erhoben.
Das Bistum Ipil umfasst die Provinz Zamboanga Sibugay.

## Ordinarien

### Prälaten von Ipil
- Federico O. Escaler SJ, 1980–1997
- Antonio Javellana Ledesma SJ, 1997–2006, dann Erzbischof von Cagayan de Oro
- Julius Sullan Tonel, 2007–2010

### Bischöfe von Ipil
- Julius Sullan Tonel, 2010–2023, dann Erzbischof von Zamboanga
- Glenn Montebon Corsiga, seit 2025